# Iván Amozurrutia
Iván Amozurrutia, né le 12 octobre 1993 à Mexico au Mexique, est un acteur mexicain pour la télévision.

## Biographie
Iván Amozurrutia est le petit-fils de l'actrice Kitty de Hoyos. Son frère Diego Amozurrutia est également acteur (Mi pecado, Llena de amor). 
En 2014, il tourne avec son frère dans quelques épisodes de la telenovela La rosa de Guadalupe. Après quelques rôles secondaires, il commence à avoir des rôles importants.
Il obtient des rôles principaux dans les séries Netflix Au nom de la vengeance et Sous la braise.

## Filmographie

### Télévision
- 2014 : La rosa de Guadalupe
- 2016 : Como dice el dicho
- 2017 : Enamorándome de Ramón : Osvaldo Medina Sotomayor
- 2018 : La jefa del campeón : René
- 2019 :Preso No. 1 : Evodio Alvarado
- 2019 : Médicos : Mario
- 2021 : Esta historia me suena : Sergio
- 2021 : Au nom de la vengeance : Federico Marroquín
- 2022 : Sombre Désir : Gerardo
- 2022 : Sous la braise : Alfonso "Poncho" Quiroga
- 2023 : Faux Profil : Vicente
- 2023 : Gabriel et ses petits démons : Gabriel